# Sdr. Nærå Valgmenighedskirke
Sønder Nærå Valgmenighedskirke (Betaniakirken) ligger ved landsbyen Sønder Nærå ca. 12 km SSØ for Odense (Region Syddanmark).
Initiativet til at etablere en grundtvigsk valgmenighed i Sønder Nærå opstod, efter sognets præst Jakob Kofoeds afgang 1873. I første omgang tilbød man stillingen som valgmenighedspræst til Vilhelm Birkedal, der allerede var valgpræst ved Nazarethkirken i Ryslinge. I stedet besluttedes det at lade den ny kirke i Sønder Nærå fungere som filial for Nazarethkirken. Båndene til Ryslinge blev løsnet 1882, da Sønder Nærå blev en selvstændig valgmenighed. I årene 1883-1905 havde den Odense Valgmenighedskirke som filial.

## Bygning
Kirken er oprindelig tegnet som en korskirke hvis østre arm tjente som kor. Den stod færdig i slutningen af 1874 og kunne indvies 10. januar 1875 med navnet Betania. Dens nuværende udseende skyldes tilføjelsen af et tårn i vest 1891, og en større ombygning 1930-31 efter tegninger af arkitekt Ejner Mindedal Rasmussen, Ollerup, der også omfattede tilføjelsen af et kor. Herefter fremstod kirken som en traditionel landsbykirke i nyromansk stil.

## Inventar
Af kirkens oprindelige inventar er bevaret alterbordet, gipskopien efter Thorvaldsens Kristusstatue, altersættet, de ældste alterstager, døbefonten og prædikestolen.
Det nuværende altermaleri forestiller Fremstillingen i Templet og er malet af Christen Dalsgaard, der udførte flere altertavler til grundtvigske valgmenigheder. Det blev anskaffet 1886. Siden er inventaret ikke mindst blevet suppleret med flere arbejder af kunstsmed Hans Rasmussen og hans Hudevad Smedje, hvis hustru, Alfrede Rasmussen, i årtier var kirkens organist. Hans arbejder tæller den fornemme alterskranke, en syvstage, et dåbsfad, gelænderet til prædikestolsopgangen og flere lysekroner. Omkring 2010 udførte Kirsten Aaes fire malerier til prædikestolens fag med fremstillinger af livet i menigheden; et centralt aspekt af den grundtvigske kristendomsopfattelse.

## Eksterne kilder og henvisninger
- Sønder Nærå Valgmenighedskirke hos KortTilKirken.dk